# Stańczyk (obraz Jana Matejki)

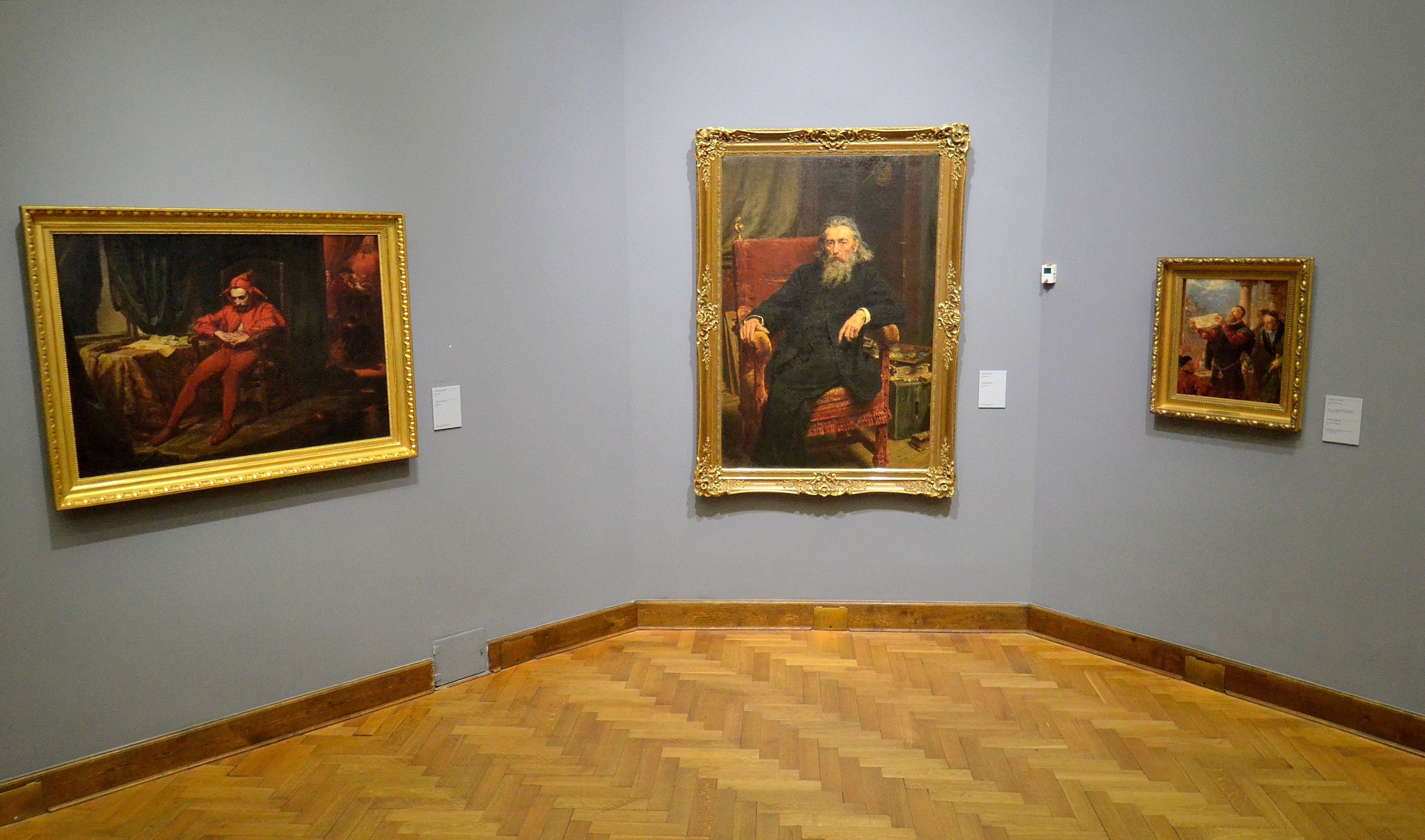
Obraz (pierwszy z lewej) eksponowany w Sali Jana Matejki w Muzeum Narodowym w Warszawie

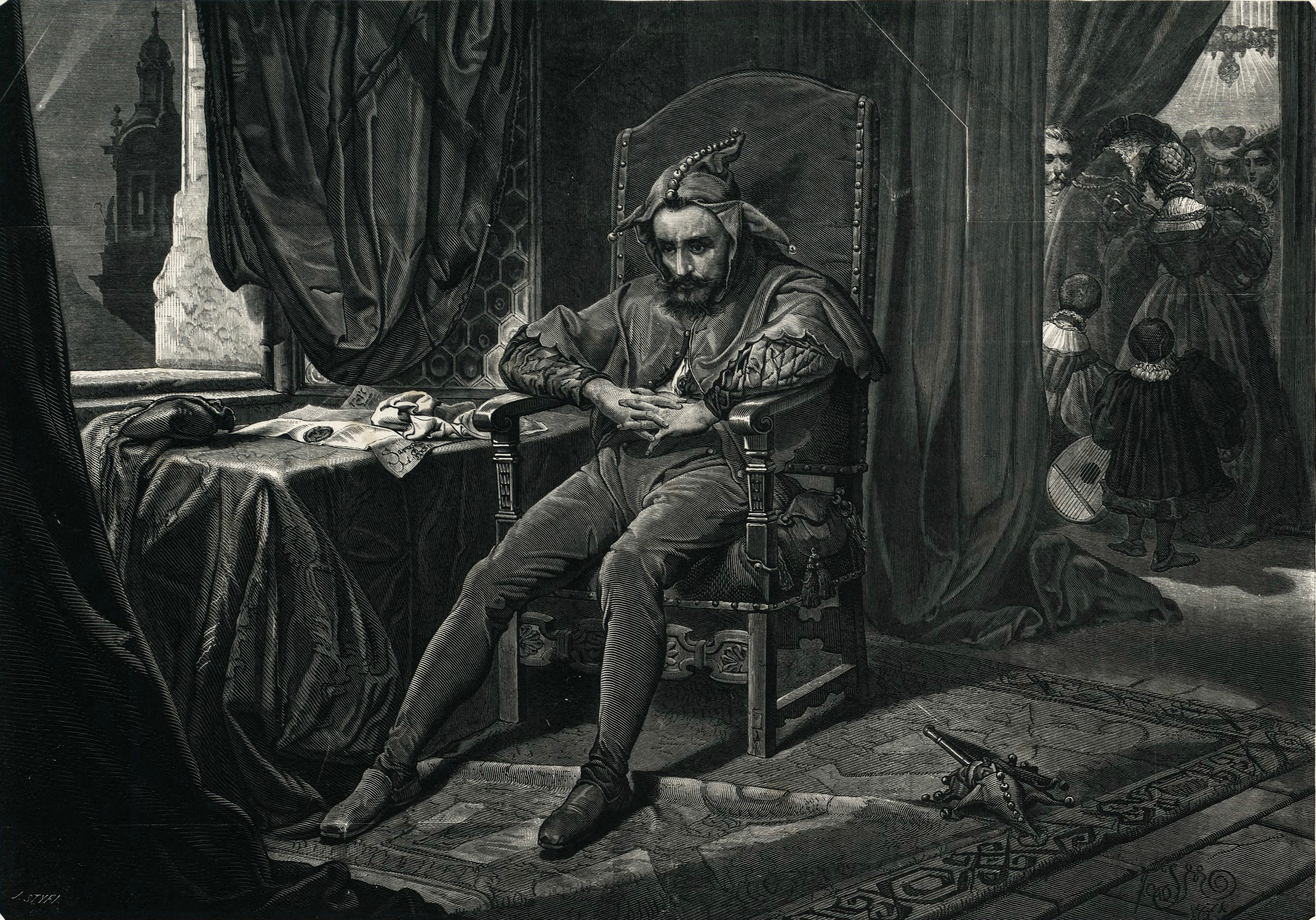
Rycina Jana Styfiego powielana w publikacjach w końcu XIX wieku (Kazimierz W. Wójcicki „Album Jana Matejki”, 1876)

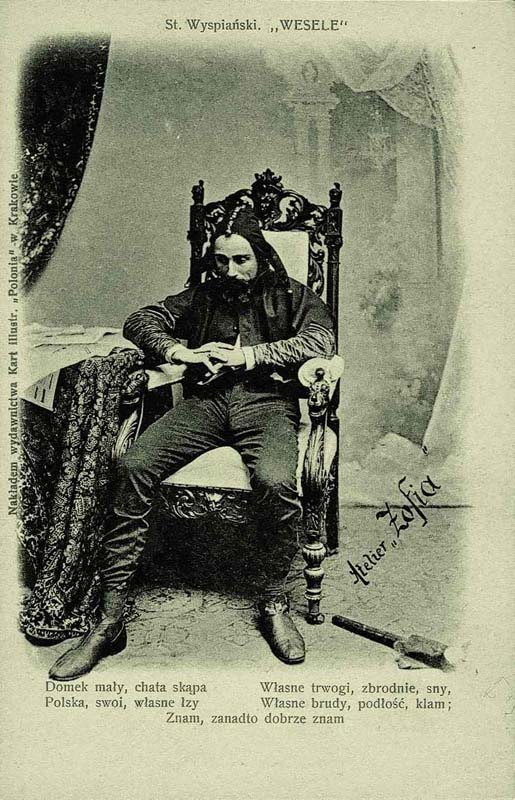
Kazimierz Kamiński jako Stańczyk, scena z prapremiery Wesela (1901) Stanisława Wyspiańskiego

Stańczyk, właściwie Stańczyk w czasie balu na dworze królowej Bony wobec straconego Smoleńska – obraz Jana Matejki z 1862 roku. Dzieło przedstawia Stańczyka, błazna królów polskich z XVI wieku i jest jednocześnie autoportretem artysty. Stańczyka uważa się za pierwszą historiozoficzną pracę Jana Matejki.
Obraz znajduje się w zbiorach Muzeum Narodowego w Warszawie od 1924.

## Historia

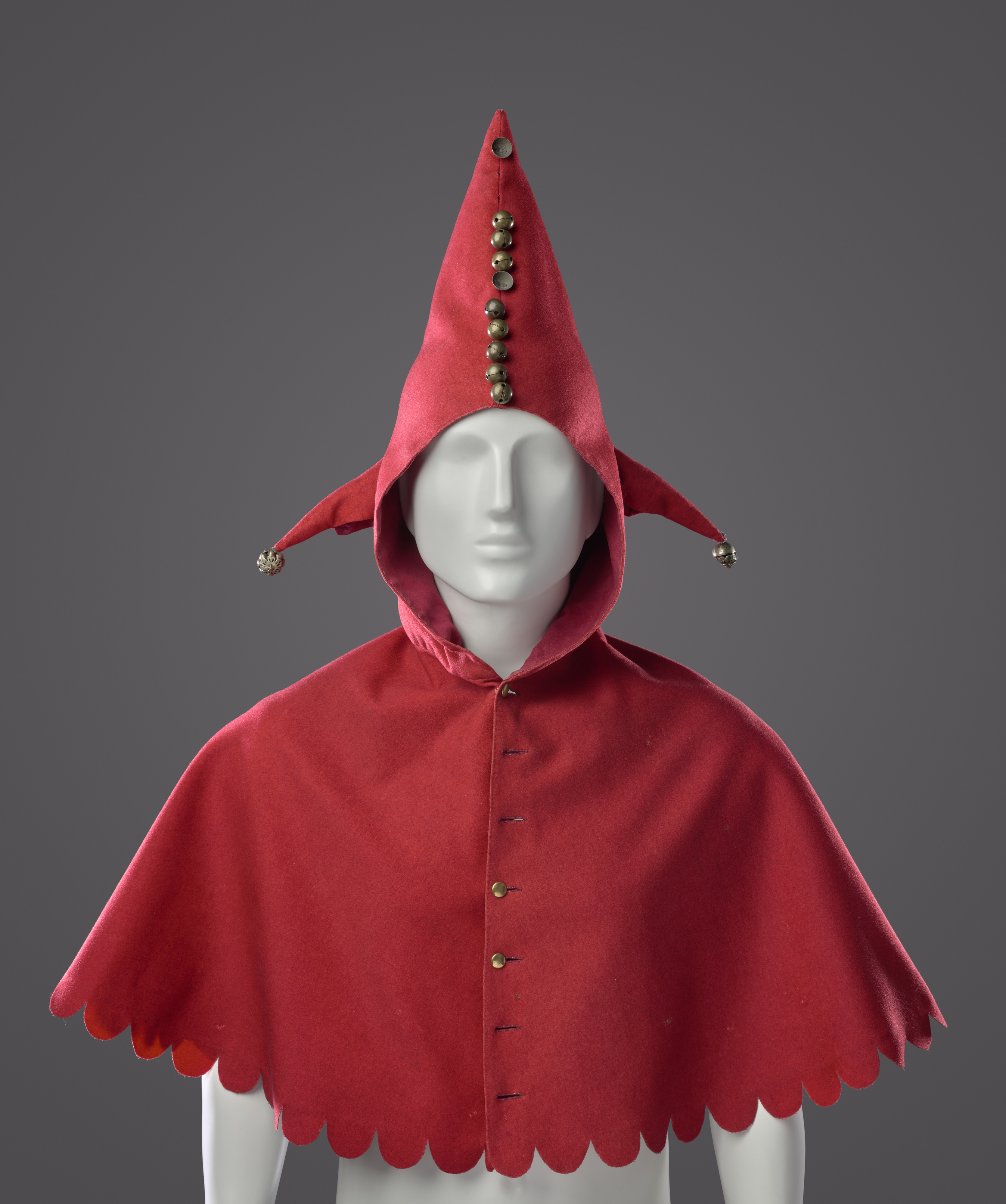
Kaptur Stańczyka użyty jako rekwizyt przez Jana Matejkę, XIX wiek, Dom Jana Matejki w Krakowie

Stańczyk został namalowany przez Jana Matejkę w roku 1862, gdy malarz miał 24 lata. Był pierwszym dziełem, który przyniósł artyście rozgłos i sukces.
Obraz został wystawiony w 1863 roku w Krakowie i zakupiony przez tamtejsze Towarzystwo Przyjaciół Sztuk Pięknych. Towarzystwo przeznaczyło go jednak do rozlosowania w corocznej loterii i w ten sposób trafił do domu p. Korytki mieszkającego pod Kołomyją. W wyniku wilgoci i nieostrożnego obchodzenia się z obrazem dzieło zostało nieco uszkodzone.
Dzięki kopiom (m.in. Karola Głuchowskiego), fotografiom (studio Walerego Rzewuskiego) i rycinom (m.in. Jana Styfiego, Karola Młodnickiego) zyskiwał popularność i stał się jednym z najbardziej rozpoznawalnych polskich obrazów końca XIX wieku. Ostatecznie obraz wrócił do Krakowa, gdzie poddano go konserwacji. W 1881 roku został wysłany do Paryża na publiczną licytację, gdzie nabył go p. Józefowicz z Warszawy. Ten następnie odsprzedał dzieło kolekcjonerowi hrabiemu Ignacemu Korwin-Milewskiemu. Gdy Ignacy Milewski wyprzedawał swoje zbiory, w 1924 roku dzieło zostało zakupione dla Muzeum Narodowego w Warszawie ze środków pochodzących z budżetu miasta stołecznego Warszawy.
W czasie II wojny światowej obraz zaginął. Po śmierci Stalina okazało się, że został w 1944 wywieziony do ZSRR. Polska odzyskała Stańczyka 2 października 1956 roku. Obraz znajduje się w stałej ekspozycji Sali Matejkowskiej Muzeum Narodowego w Warszawie.

## Opis
Postać Stańczyka znajduje się z dala od zgiełku zabawy toczącej się w królewskich komnatach. Twarz błazna to autoportret autora (Jana Matejki). Maluje się na niej niepokój, jakby Stańczyk przewidywał, co stanie się z jego ojczyzną. Jego splecione ręce wyrażają dezaprobatę dla działalności władców. Za oknem widać wieżę oraz kometę, która przepowiada nieszczęście. Kontrastem, a zarazem tłem ubrania, koloru gorącej czerwieni błazna są ściany pałacu zdobione tkaninami. W tym przypadku są to odcienie ciemnej zieleni.
Drugi plan to społeczność dworska zgromadzona na balu, pełna radości. Obraz jest malowany w wąskiej, ściemnionej gamie barwnej, z której odznaczają się brązy i gorąca czerwień. Kompozycja na obrazie jest statyczna, postać błazna zdaje się nie poruszać, trwa w smutku i melancholii, permanentnym zamyśle. Efekt ciągłości czasowej autor uzyskał dzięki wprowadzeniu do obrazu części zabawy balowej.
Na obrazie, na stole leży list z okrągłą lakową pieczęcią. Można na nim dostrzec napis „Samogitia, A.D. MDXXXIII”.

## Interpretacja obrazu
Obraz przedstawia Stańczyka, nadwornego błazna ostatnich królów polskich z dynastii Jagiellonów. Stańczyk znany był z ostrego dowcipu oraz odważnych żartów politycznych. Stał się bohaterem wielu anegdot, przypisywano mu również nadzwyczajną mądrość.
W XIX wieku postać jagiellońskiego błazna-filozofa spopularyzowali min. Julian Ursyn Niemcewicz (Jan z Tęczyna, 1825) oraz Józef Ignacy Kraszewski (Stańczyk: biografia, 1839 i Stańczykowa kronika, 1841). Młodzieńczy obraz Matejki Stańczyk udaje ból zęba (1855) przedstawia anegdotę z pierwszych stron powieści Kraszewskiego.
Postać Stańczyka pojawia się też w późniejszych, dojrzałych pracach Matejki: Zawieszenie dzwonu Zygmunta (1874), Stańczyk i Gamrat (1878) oraz Hołd pruski (1882), gdzie malarz nadał błaznowi swoją twarz. Świadczy to, że Matejko w szczególny sposób utożsamiał się z tą postacią. Nie inaczej jest w przypadku Stańczyka z 1862 roku, który jest również autoportretem artysty.
Do alegorycznego przedstawienia Stańczyka zainspirowała artystę gotycka powieść Seweryna Goszczyńskiego Król zamczyska (1845). U Goszczyńskiego postać Stańczyka występuje w roli symbolu, łącznika między przeszłością Polski (alegoryczny zamek) a jedynym godnym jej świetności przedstawicielem współcześnie (Machnicki). W powieści Goszczyńskiego to właśnie błazen wprowadza głównego bohatera na urząd królewski:
Stańczyk wprowadzi cię na królestwo i jest na twoje rozkazy. Żegnaj nam, królu zamczyska, i panuj, jak ci zaleciłem.
Interpretację narzuca pełny tytuł obrazu: Stańczyk w czasie balu na dworze królowej Bony wobec straconego Smoleńska, który zgodnie przekazali Marian Gorzkowski, sekretarz i powiernik Matejki (w 1882 i 1898 r.) oraz Stanisław Tarnowski, przyjaciel i pierwszy biograf artysty (w 1897 r.).
Tytuł nawiązuje do jednej ze znanych anegdot na temat Stańczyka, w której celnie wypomniał on królowi Zygmuntowi Staremu dopuszczenie do utraty Smoleńska, ważnej twierdzy na wschodzie państwa polsko-litewskiego. Anegdotę tę zapisał pod rokiem 1533 historyk Marcin Bielski w Kronice polskiej (księga V). W znanej Matejce wersji Kraszewskiego brzmiała ona:
Często bardzo po ulicach Krakowa widziano go w dziwnym stroju szachowanym, z czapką uszatą i pałką w ręku. Chłopcy uliczni biegli za nim krzycząc, skubali go i wyśmiewali. Raz nawet całkiem go z opończy obdarli. Za powrotem do zamku, król śmiał się z niego, że się dał obedrzéć ulicznikom.

 – Ciebie, krolu, – odpowiedział – gorzéj drą; wydarto ci Smoleńsk, a milczysz.
Stańczyk nawiązał do utraty Smoleńska zajętego przez wojska moskiewskie w 1514 roku. Niemal 20 lat później, mimo przewagi i korzystnych sojuszy król polski zwlekał z rozpoczęciem działań wojennych przeciwko Moskwie.
Nieco wcześniej Bielski w swojej Kronice,, a za nim Kraszewski, pod tym samym rokiem 1533 podają inną anegdotę. Zygmunt Stary otrzymał z Litwy przywiezionego w skrzyni niedźwiedzia, którego wypuszczono w Puszczy Niepołomickiej i urządzono na niego huczne polowanie. Niedźwiedź zaatakował obóz i wielu dworzan rzuciło się do ucieczki, a królowa Bona, która była wówczas w ciąży, poroniła syna Olbrachta. Gdy król wyśmiewał Stańczyka, że uciekał jak błazen, a nie jak rycerz, ten mu odrzekł:
Większy to błazen, co mając niedźwiedzia w skrzyni puszcza go na swoją szkodę.
Jak podaje Bielski, odpowiedzi Stańczyka potraktowano wówczas jako aluzję. Mimo wielkiego zwycięstwa w bitwie pod Orszą, pozwolono Moskwie zachować Smoleńsk i nie wyzyskano wygranej do pokonania księcia moskiewskiego. Niedźwiedź jest tradycyjnym symbolem państwa moskiewskiego, w podobnym znaczeniu użył go Matejko w obrazie Batory pod Pskowem (1872). Możliwe więc, że obie anegdoty stały się inspiracją do Stańczyka Matejki, na co wskazują pełny tytuł obrazu oraz widoczna na obrazie umieszczona w liście data „Anno Domini 1533”.
Marcin Bielski dalej pod rokiem 1533 relacjonuje:
Lecie król Zygmunt i z Królową, i z Zygmuntem młodym, i z Izabellą córką do Litwy jechał. W ten czas kometa długo gorzała na północy, którą północnym krajom szkodliwą być sądzono. Stamtąd do Moskwy, do Wasyla kniazia moskiewskiego słał, aby Smoleńsk wrócił, jeśliby statecznego a wiecznego pokoju chciał. Czego, gdy odmówił posłowie wniwco się dalej nie wdając do Litwy się wróclili. Przetoż chyliło się zasię do wojny.
Obraz Jana Matejki przedstawia Stańczyka głęboko zadumanego nad stratą Smoleńska. Jego postawa przeciwstawiona jest beztroskiemu balowi, co sugeruje alegoryczny sens dzieła: u szczytu potęgi polsko-litewskiego państwa jedynie królewski błazen rozmyśla nad przyszłością państwa i narodu.
Stańczyk dalekowzrocznie dostrzega skutki błędów polskich władców, które doprowadzają do wzrostu potęgi Moskwy kosztem osłabienia Polski i Litwy. Zasmucony niepomyślnymi wieściami wojennymi przybiera rolę męża stanu, podczas gdy widoczni w drugiej komnacie dworzanie – wśród nich najwyraźniej para królewska Zygmunt Stary i królowa Bona – beztrosko bawią się. Nikt nie przerywa balu, być może wydanego przez spodziewającą się jeszcze potomka Bonę. Obok krzesła lub tronu, na którym w czasie balu przysiadł Stańczyk, leży rzucone błazeńskie berło. Za oknem obok Wieży Zegarowej katedry wawelskiej widoczna jest na rozgwieżdżonym niebie kometa, przepowiednia nieszczęść. Na szyi Stańczyka wisi emaliowany medalik z obrazem Matki Boskiej Częstochowskiej, symbol obrony wiary i polskości w czasie najazdów i zaborów. Obok leży otwarty list ze Żmudzi z datą: rok 1533.
Zgodnie z tytułem obrazu, w utracie Smoleńska dostrzega Matejko przełomowy moment późniejszego upadku Rzeczypospolitej. Niczym Katon, który w zburzeniu Kartaginy widział dalsze losy Rzymu, Stańczyk upatruje przyszłości Polski w utrzymaniu Smoleńska. Jego utrata oznacza początek nieszczęść, choć nikt poza zadumanym błaznem wówczas tego nie dostrzega. Obraz ma więc wymowę symboliczną. Powstał w gorącym okresie krwawo tłumionych manifestacji patriotycznych w zaborze rosyjskim i narastających nastrojów antyrosyjskich, które doprowadziły do wybuchu powstania styczniowego w początkach 1863 roku. Wrzenie patriotyczne objęło wówczas również Kraków, a sam Matejko żywo interesował się sytuacją w zaborze rosyjskim. Podobnie jak Stańczyk w XVI wieku, artysta patrzy na te wydarzenia z krakowskiej perspektywy.

### Tło historyczne

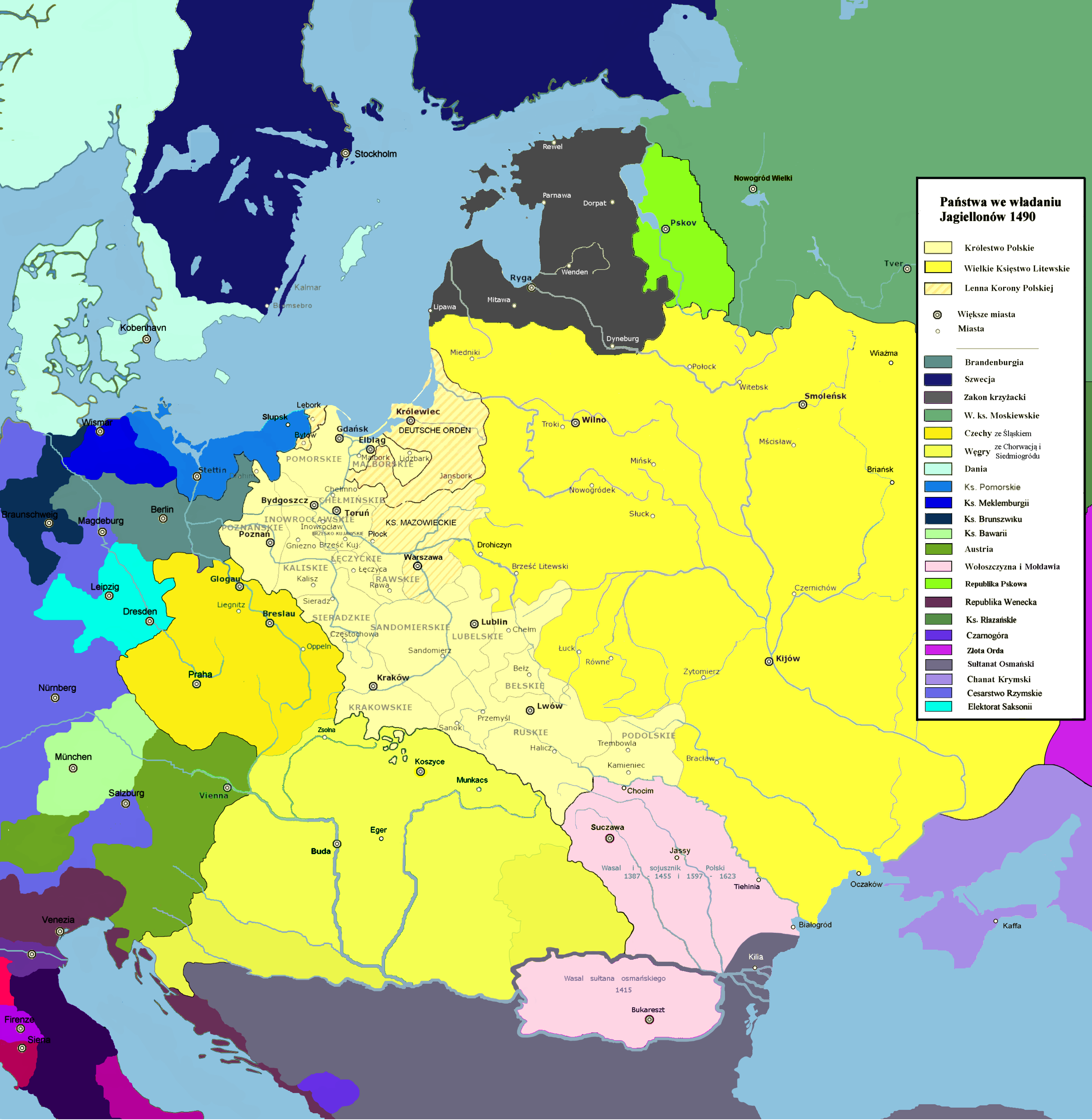
Państwa we władaniu dynastii Jagiellonów pod koniec XV wieku

Smoleńsk był ważną twierdzą należącą od XIV wieku do Wielkiego Księstwa Litewskiego, które było w unii z Polską. Twierdza smoleńska, największa z twierdz tzw. bramy smoleńskiej, miała strategiczne znaczenie. Chroniła od wschodu obszar państwa polsko-litewskiego i skutecznie powstrzymywała ekspansję Państwa Moskiewskiego na zachód. Od końca XV wieku Moskwa w szeregu najazdów bezskutecznie próbowała zdobyć tę ważną twierdzę i zagrabiała wschodnie ziemie Litwy. W końcu w czasie drugiej wojny moskiewskiej (1512–1522), po dwutygodniowym oblężeniu wojewoda smoleński Jerzy Sołłohub dnia 30 lipca 1514 roku został zmuszony do kapitulacji i oddania dzień później twierdzy wojskom kniazia moskiewskiego Wasyla III.
Według części opracowań, obraz przedstawia moment w roku 1514, gdy do Krakowa dociera wieść o kapitulacji Smoleńska. Jednak taka interpretacja jest niezgodna z pierwotnym tytułem przekazanym za życia Matejki przez Gorzkowskiego (Stańczyk w czasie balu na dworze królowej Bony wobec straconego Smoleńska), niesie szereg komplikacji i dlatego jest obecnie odrzucana. Według biografów Jan Matejko posiadał dokładną wiedzę historyczną i głęboko interesował się epoką jagiellońską. Tymczasem w 1514 roku to nie Bona Sforza była żoną króla Zygmunta, lecz Barbara Zapolya. Dopiero po śmierci Barbary w 1515 roku, Zygmunt poślubił młodą Bonę w roku 1518.
W pierwotnym tytule nie ma również informacji o wieści o utracie Smoleńska. Poza tym samo zdobycie przez wojska moskiewskie Smoleńska w 1514 roku nie oznaczało automatycznie jego utraty. Wojna z Moskwą trwała nadal. Wiele twierdz przechodziło z rąk do rąk. Krótko po kapitulacji Smoleńska wojska polsko-litewskie odniosły spektakularne zwycięstwo pod Orszą. Działania wojenne trwały do roku 1522 i strona polsko-litewska odniosła szereg wygranych. Po zawarciu rozejmu strona polsko-litewska zabiegała o odzyskanie Smoleńska drogami dyplomatycznymi.
Kolejna niezgodność dotyczy samej treści obrazu. Na stole widoczny jest list z wyraźnym podpisem: „Samogitia, A.D. MDXXXIII”, czyli „Żmudź, Roku Pańskiego 1533”. Ani data, ani nazwa Żmudzi nie wiążą się z wydarzeniami roku 1514 i dlatego stanowią one najtrudniejszy do interpretacji element obrazu. Według dzieła Matejko, autorstwa Stanisława Tarnowskiego, przyjaciela i pierwszego biografa Matejki, na stole leży „karta z wiadomością o utracie Smoleńska” (s. 64), co mogło mieć wpływ na późniejsze wersje tytułu, choć nie zgadza się z obecnie znanym wyglądem obrazu (Tarnowski na str. 506 podaje jednak prawidłowy tytuł).
Z tego powodu nowsze opracowania wskazują, że Matejko w Stańczyku mógł przedstawić mniej znany, ale – zdaniem artysty – bardziej przełomowy moment: rok 1533, gdy kończył się rozejm z Moskwą, lecz w wyniku zaniedbań króla polskiego i buntu części szlachty litewskiej poniosła fiasko wyprawa mająca na celu odebranie Smoleńska. Był to również rok, w którym na tronie w Moskwie zasiadł Iwan Groźny, twórca państwa rosyjskiego. I to właśnie pod tym rokiem w kronikach występują wzmianki o Stańczyku i jego aluzjach do Smoleńska w rozmowach z Zygmuntem Starym.
W roku 1533 od ponad 10 lat trwał okres bezczynności na kierunku moskiewskim. Poprzednia wojna zakończyła się zawarciem 14 września 1522 roku rozejmu między Moskwą a Polską i Litwą na zasadzie uti possidetis. Rozejm ten zawarto na 5 lat, następnie przedłużono do 25 grudnia 1532. Warunkiem zawarcia pokoju postawionym przez stronę polsko-litewską był zwrot Smoleńska i ziemi smoleńskiej. Wobec fiaska rozmów pokojowych przedłużono rozejm o rok, do 25 grudnia 1533, jednocześnie szykując się do działań zbrojnych.
Pomimo znacznej przewagi potencjału militarnego i zawarcia pokoju z Tatarami, Polska i Litwa w 1533 roku nie wykorzystały osłabienia Księstwa Moskiewskiego spowodowanego kryzysem władzy, jaki nastąpił po nagłej śmierci wojowniczego Wasyla III (4 grudnia) oraz gotowości do znacznych ustępstw ze strony nastawionych pokojowo bojarów. Kolejna wojna moskiewska (1534–1537) okazała się nieskuteczna, do czego głównie przyczyniła się nieudana mobilizacja pospolitego ruszenia na Litwie. Jedną z przyczyn tego był bunt szlachty żmudzkiej, która nie chciała podporządkować się hetmanowi Jerzemu Mikołajowi Radziwiłłowi. Prawdopodobnie tego dotyczy otwarty list z wieściami ze Żmudzi z obrazu Matejki.
Smoleńsk pozostał przy Moskwie (później Rosji) na prawie 100 lat, a kolejny władca Moskwy, Iwan IV Groźny, powiększył znacznie obszar państwa moskiewskiego, koronował się na cara i uznał się za władcę całej Rusi. Rywalizacja polsko-rosyjska zakończyła się w końcu rozbiorami i upadkiem Polski.
Zgodnie z tą interpretacją obrazu Jan Matejko przedstawił w Stańczyku przyczyny utraty Smoleńska w latach 1514–1533. Były to zaniechania króla, którego chaotyczne i błędne decyzje opóźniały rozpoczęcie działań wojennych (co symbolizuje beztroski bal na drugim planie obrazu) oraz nieudana mobilizacja pospolitego ruszenia, za co odpowiadała skonfliktowana i niechętna wojnie szlachta (co symbolizuje list z wieściami ze Żmudzi z datą 1533).
Dokładność wiedzy historycznej Matejki potwierdza również fakt, że w 1533 roku rzeczywiście obserwowano na niebie dużą kometę (oznaczoną później symbolem C/1533 M1). Przez peryhelium przeszła 15 czerwca 1533 roku. Marcin Bielski zanotował: „W ten czas kometa długo gorzała na północy, którą północnym krajom szkodliwą być sądzono”. Obserwował ją również Mikołaj Kopernik, a opisali ją uczeni we Włoszech, Belgii, Niemczech, Chinach i Korei.
Widoczna w oknie kometa zapewne jest przepowiednią mających nastąpić nieszczęść. W podobnym znaczeniu pojawia się u Matejki w obrazach Zygmunt August z Barbarą na dworze radziwiłłowskim w Wilnie (1867) i Wjazd Joanny d’Arc do Reims (1886), gdzie symbolizuje rychłą śmierć bohaterek.
Rozważane są również inne interpretacje. Pod rokiem 1533 kronikarz Marcin Bielski, a za nim Kraszewski, opisują historię polowania na niedźwiedzia przywiezionego w skrzyni z Litwy. W wyniku ataku niedźwiedzia królowa Bona będąca w zaawansowanej ciąży poroniła syna (nadano mu imię Olbracht) i już nie mogła mieć dzieci. Wydarzenie to miało skutki dla wygaśnięcia dynastii Jagiellonów, do czego według niektórych proroczo miały nawiązywać słowa Stańczyka do króla: „Większy to błazen, co mając niedźwiedzia w skrzyni, puszcza go na swoją szkodę”. Zgodnie z tą interpretacją, Matejko przedstawia na obrazie bal wydany przez spodziewającą się narodzin potomka królową Bonę w 1533 roku. Stańczyk w proroczy sposób przewiduje nieszczęście (symbolizowane przez kometę) i kres potężnej dynastii, a co za tym idzie przyszły upadek Polski.
Warto jednak pamiętać, że w swoich dziełach Matejko często celowo łączył różne wydarzenia historyczne i świadomie naruszał chronologię. Podobnie Stańczyk ma przede wszystkim znaczenie symboliczne. Artysta upatruje w wydarzeniach z początku XVI wieku dalekosiężnych skutków dla przyszłości Polski i Litwy oraz zabiera głos wobec aktualnych mu wydarzeń politycznych w Królestwie Kongresowym i na Litwie w przededniu wybuchu powstania styczniowego, a być może odwołuje się też do sytuacji politycznej w Galicji. Odpowiedzialnością za losy ojczyzny i narodu obarcza zarówno jej przywódców, zajętych doraźną polityką, jak i niechętne do działań społeczeństwo.

## Recepcja obrazu
Po klęsce powstania styczniowego środowiska konserwatywne Galicji przyjęły Stańczyka jako swój symbol, do czego przyczyniła się popularność obrazu Matejki. Wydana w 1869 roku publikacja zawierająca ich poglądy nosiła tytuł Teka Stańczyka, a samo środowisko zaczęto nazywać stańczykami.
Obraz Jana Matejki stał się inspiracją dla jednej z postaci dramatu Stanisława Wyspiańskiego Wesele z 1901 roku, oraz dla obrazu Stańczyk autorstwa Leona Wyczółkowskiego z 1898 roku.
Obraz omawia również piosenka napisana przez Jacka Kaczmarskiego Stańczyk. Utwór ten, wykonywany przez Przemysława Gintrowskiego, znalazł się na płycie „Muzeum”. Fragment pierwszej zwrotki nawiązuje do obrazu Matejki:
Czuję jak blednie moja twarz błazeńska
Właśniem przeczytał o stracie Smoleńska

Ale gdzie Smoleńsk gdzie Kraków
Kaczmarski wykorzystuje tu stworzony w renesansie wizerunek błazna jako jedynej osoby, którą naprawdę stać na powagę w niepoważnym świecie. Bezsilność i smutna refleksja postaci, która stanowi bezpośrednie odwołanie do obrazu Matejki, kontrastują z beztroską dworu królowej wobec tragicznego dla Rzeczypospolitej wydarzenia – utraty Smoleńska. W utworze Kaczmarskiego jest to symbol zjawiska historycznego, gdy świat, który wydaje się znany i bezpieczny, kończy się nadchodzącą niezauważalnie katastrofą.